# スパンコール

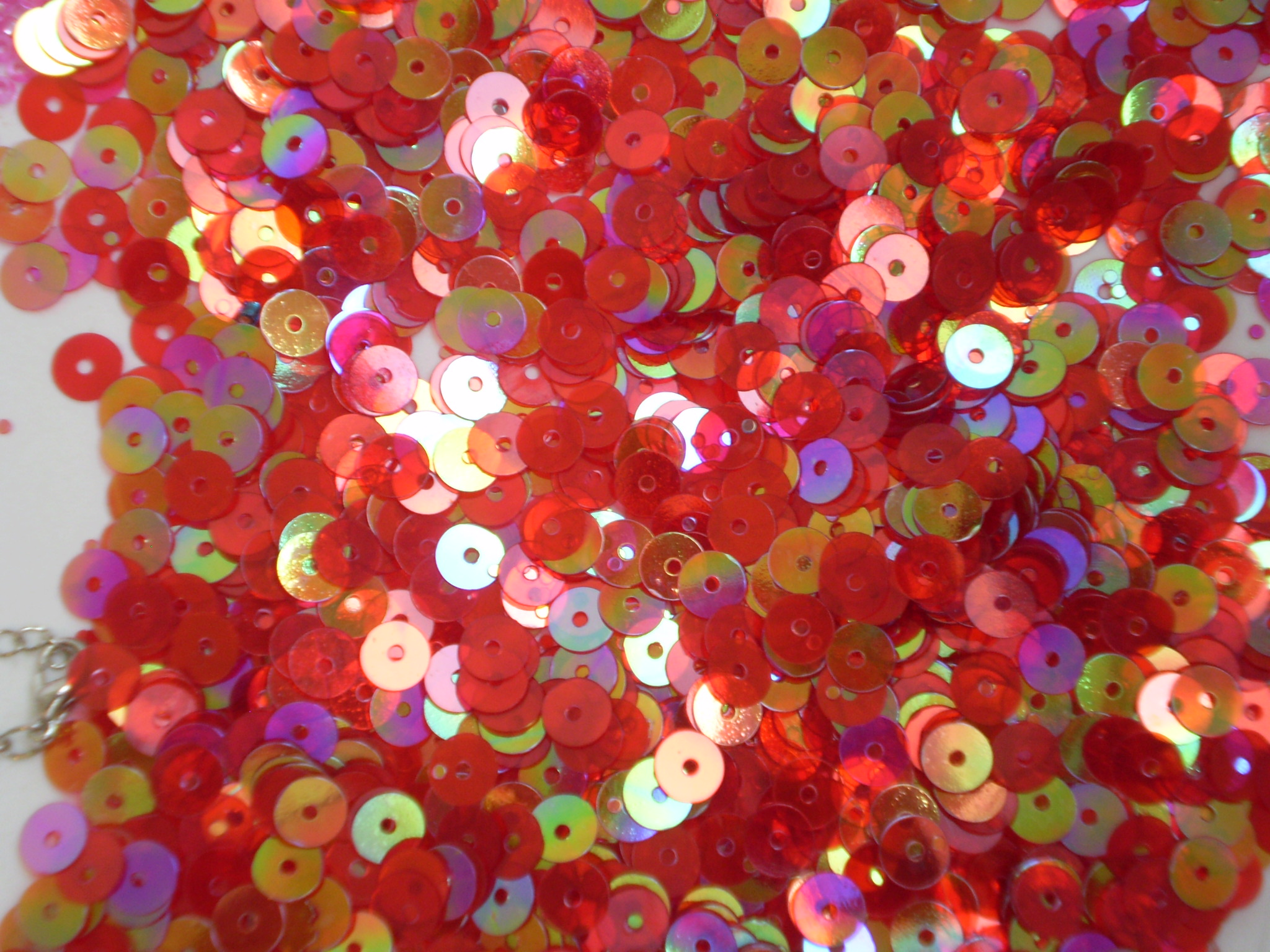

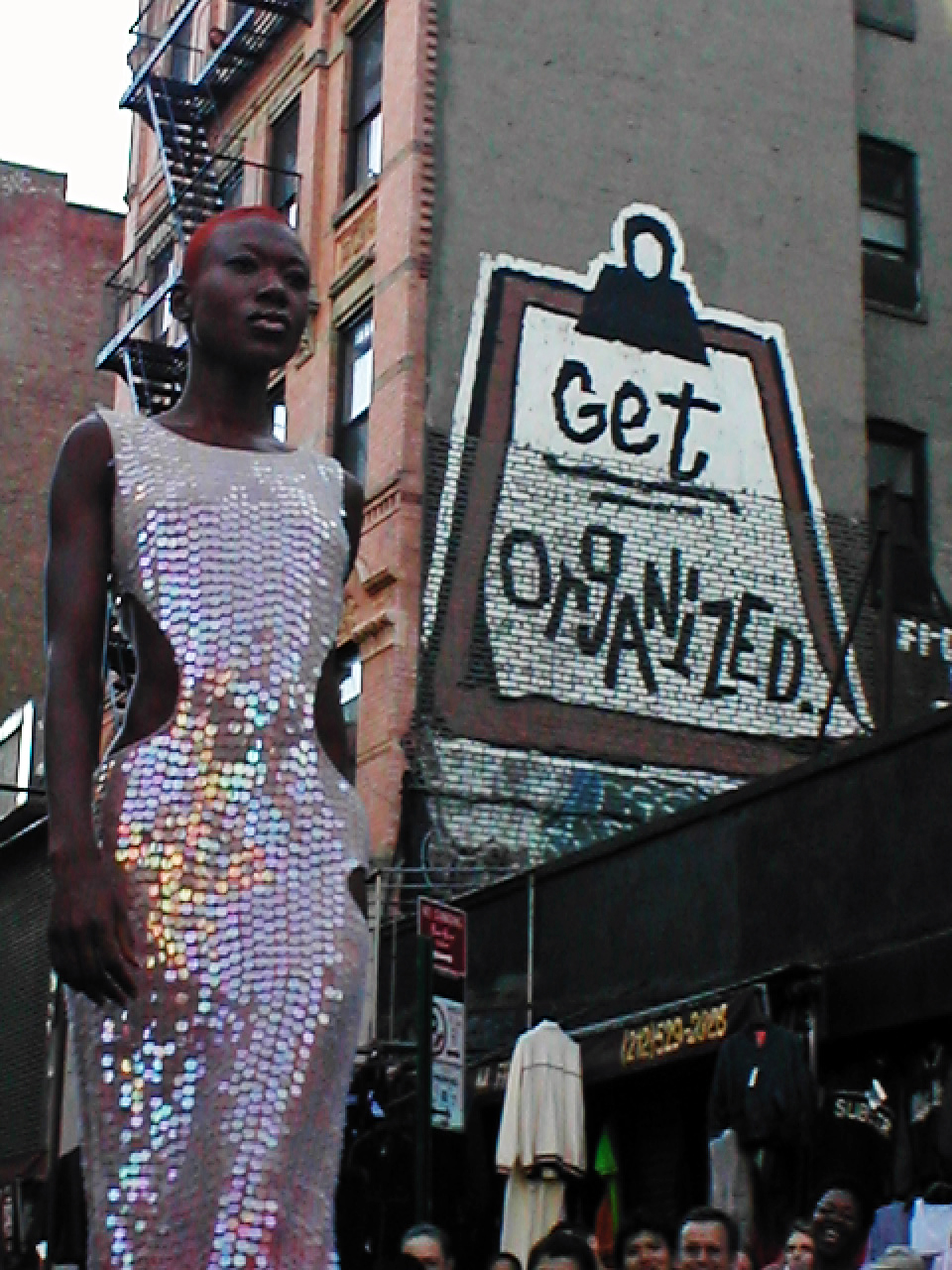

スパンコールは、光を反射させるために使用する服飾資材で、穴の空いた金属やプラスチックの小片のこと。スパングル (spangle)。シークイン (sequin)。パイエット（仏: paillette）。
スパンコールは spangle の日本語訛り。表面に光を反射する加工のされた布のことをスパンコールと呼ぶ場合もある。

## 解説
元々は、ペルシャ湾沿岸で用いられる、アラブの硬貨シッカ (sikka) に似た装飾品を指した。
様々な形状のものが存在するが、直径6ミリメートル程度の中央に穴の空いた円形のものが多く、そのままあるいは糸を通してリボン状にしたものが売られている。
衣服や装飾品に縫い付けて使用するが、洗濯にはあまり向かず、特にドライクリーニングを行った場合に色落ちや変形が生じる場合がある。